# Пентакарбонил(трифторметил)марганец
Пентакарбонил(трифторметил)марганец — металлоорганическое соединение,
карбонильный комплекс марганца
состава Mn(CF3)(CO)5,
бесцветные кристаллы,
устойчивые на воздухе.

## Получение
- Разложение пентакарбонил(трифторацетил)марганца при нагревании:

{\displaystyle {\mathsf {Mn(CF_{3}CO)(CO)_{5}\ {\xrightarrow {110^{o}C}}\ Mn(CF_{3})(CO)_{5}+CO\uparrow }}}

## Физические свойства
Пентакарбонил(трифторметил)марганец образует бесцветные кристаллы, устойчивые на воздухе.
Растворяется в тетрагидрофуране.